# Miles Away (bài hát của Madonna)
"Miles Away" là đĩa đơn thứ 3 trích từ album phòng thu thứ 11 Hard Candy của nữ ca sĩ nhạc pop người Mỹ Madonna. "Miles Away" được phát hành lần đầu tiên dưới dạng đĩa đơn quảng bá tại Nhật Bản trong tháng 6 năm 2008 do ca khúc này là bài hát chủ đề trong bộ phim truyền hình Change trên kênh Fuji TV. Đến ngày 17 tháng 10 năm 2008, "Miles Away" mới được hãng đĩa Warner Bros phát hành chính thức. Do không có video ca nhạc nào để quảng bá nên vị trí của đĩa đơn trên các bảng xếp hạng đã bị hạn chế phần nào.
"Miles Away" là ca khúc đầu tiên được Madonna viết cho album Hard Candy của cô. Madonna cho biết bài hát được lấy cảm hứng từ người chồng lúc đó là đạo diễn người Anh Guy Ritchie: "Bạn nhận ra rằng có rất nhiều người phải đối mặt với mối quan hệ xa cách. Thật không dễ dàng gì và bạn phải nỗ lực rất nhiều để duy trì mối quan hệ đó".

## Các track
Japanese Promo CD single
1. "Miles Away" (Phiên bản album) – 4:49

US Promo CD Single
1. "Miles Away" (Radio Edit) – 3:43

Europe iTunes Digital Single
1. "Miles Away" – 4:48

EU / UK 2 Track CD Single
1. "Miles Away" (Phiên bản album) – 4:48
2. "Miles Away" (Thin White Duke Remix) – 6:10

EU Maxi CD Single / Digital Maxi Single / UK 12" Picture Disc
1. "Miles Away" (Phiên bản album) – 4:48
2. "Miles Away" (Thin White Duke Remix) – 6:10
3. "Miles Away" (Rebirth Remix) – 7:27
4. "Miles Away" (Johnny Vicious Club Mix) – 7:23

EU/US Maxi CD Single
1. "Miles Away" (Radio Edit)
2. "Miles Away" (Thin White Duke Remix)
3. "Miles Away" (Morgan Page Remix)
4. "Miles Away" (Johnny Vicious Club Remix)
5. "Miles Away" (Johnny Vicious Warehouse Mix)
6. "Miles Away" (Rebirth Remix)
7. "Miles Away" (Aaron LaCrate & Samir B-More Gutter Remix)

US Digital Maxi Remixes
1. "Miles Away" (Thin White Duke Remix) – 6:09
2. "Miles Away" (Johnny Vicious Club Mix) – 7:22
3. "Miles Away" (Johnny Vicious Warehouse Mix) – 8:18
4. "Miles Away" (Morgan Page Remix) – 7:07
5. "Miles Away" (Morgan Page Dub) – 7:10
6. "Miles Away" (Rebirth Remix) – 7:24
7. "Miles Away" (Aaron LaCrate & Samir B-More Gutter Mix) – 4:57

US Digital Maxi Remix Edits
1. "Miles Away" (Radio Edit) – 3:43
2. "Miles Away" (Thin White Duke Edit) – 4:33
3. "Miles Away" (Morgan Page Edit) – 3:50
4. "Miles Away" (Johnny Vicious Club Mix Edit) – 4:37
5. "Miles Away" (Rebirth Edit) – 4:00
6. "Miles Away" (Aaron LaCrate & Samir B-More Gutter Edit) – 3:28

## Phiên bản chính thức
- Phiên bản album – 4:48
- Radio Edit – 3:43
- Radio Edit - Instrumental – 3:43
- Radio Edit - TV Track – 3:43
- Radio Edit - Acapella – 3:27
- Aaron LaCrate & Samir - B-More Gutter Mix – 4:57
- Aaron LaCrate & Samir - B-More Gutter Mix Edit – 3:28
- Demo Rebirth Remix – 7:27
- Demo Rebirth Remix Edit – 4:01
- Johnny Vicious Club Mix – 7:23
- Johnny Vicious Club Mix Edit – 4:38
- Johnny Vicious Warehouse Mix – 8:10
- Morgan Page Mix – 7:10
- Morgan Page Mix Edit – 3:51
- Morgan Page Dub – 7:11
- Thin White Duke Remix – 6:10
- Thin White Duke Remix Edit – 4:34

## Xếp hạng
| Bảng xếp hạng (2008)             | Vị trí cao nhất |
| -------------------------------- | --------------- |
| Áo                               | 21              |
| Bỉ (Vl)                          | 31              |
| Canada                           | 23              |
| Séc                              | 5               |
| Đan Mạch                         | 39              |
| Dutch Top 40 Hà Lan              | 10              |
| Estonia Top 40                   | 5               |
| Đức                              | 11              |
| Đức Airplay Singles Chart        | 1               |
| Hungary                          | 13              |
| Israel                           | 6               |
| Ý                                | 26              |
| Nhật Bản Hot 100                 | 5               |
| México                           | 87              |
| Nga                              | 14              |
| Tây Ban Nha                      | 1               |
| Thụy Điển                        | 25              |
| Thụy Sĩ                          | 32              |
| Thổ Nhĩ Kỳ                       | 2               |
| Anh Quốc                         | 39              |
| Billboard Pop 100 Mỹ             | 99              |
| Billboard Hot Dance Club Play Mỹ | 5               |
| Billboard Hot Dance Airplay Mỹ   | 1               |